# Takhlijt Ath Atsou
Thakhlijt Ath Atsou (ou Taxlǧt At Attu en kabyle) est un village de Kabylie de la commune algérienne d'Iferhounène, dans la wilaya de Tizi Ouzou, Algérie.

## Localisation
Le village est limité par le village Tirourda à l'ouest, le village Aït Adellah au nord, le sommet de Azrou n Thour et la commune limitrophe de Illilten à l'est et le col de Tirouda au sud. Le centre du village est situé à 1040 m d'altitude sur les hauteurs nord du massif du Djurdjura et est composé d'une cité (Khensous) en contrebas sur la route nationale

## Histoire
Lalla Fatma N'Soumer y a été capturée par l'armée française le 27 juillet 1857.